# Protestantse kerk (Maasbracht)
De Protestantse kerk is een protestants kerkgebouw aan de Sintelstraat 23 te Maasbracht in de Nederlandse gemeente Maasgouw.

## Geschiedenis
Vanaf 1702 werden de hervormde schippers bediend door de hervormde kerk in Stevensweert. De hervormde zielzorg voor de schippers viel onder de Raad Varende Gemeente van de Hervormde Synode. In 1951 nam de laatste predikant van Stevensweert afscheid, maar reeds in 1943 werd de eerste predikant in Maasbracht beroepen. Deze was -geheel in stijl- woonachtig op een woonboot, doch werd in 1947 beroepen te Roermond. Er kwam een nieuwe predikant, en bovendien kwamen er plannen voor een hervormd kerkgebouw te Maasbracht. Nadat de schippers eerst diensten konden bijwonen op het schoolschip "Prins Bernhard", en later in een bioscoop, werd in 1950 een kerkje gebouwd dat ontworpen was door C.P. Ouborg.
Deze hervormde kerk, ook bekend als witte kerkje of schipperskerk, stond aan Julianalaan 42. Kenmerkend was een clocher-arcade aan de zijkant van het gebouw.
Dit kerkje werd in 2004, toen hervormden en gereformeerden samengingen in de PKN, afgestoten en is daarna gesloopt.

## Huidige protestantse kerk
De nog in gebruik zijnde kerk werd gebouwd als Gereformeerd kerkgebouw ten behoeve van de gereformeerde schippers die hier regelmatig verbleven. Het kerkje werd gebouwd in 1949 en architect was Ch. Philips uit Geleen. Het is een bescheiden zaalkerkje onder zadeldak, voorzien van een dakruiter en een voorportaal. Het gereformeerd kerkgebouw werd, na de kerkenfusie van 2004, de protestantse kerk van Maasbracht.
Het kerkje omvat een liturgieruimte, deels in een nis, waarboven de tekst: Vrede zij ulieden Joh. 20.19.